# Kalorische Theorie
Die Kalorische Theorie ist eine überholte Theorie der Wärme. Sie postuliert eine wärmeändernde („kalorische“) Substanz, die unsichtbar ist, kein Gewicht besitzt, sich zwischen den Molekülen aufhält und so auch Körpergrenzen durchdringt. Die kalorische Substanz entwickelt in sich selbst eine Abstoßungskraft, was erklärt, dass sie den Ausgleich von hoher zu niedriger Konzentration sucht, d. h. vom wärmeren zum kälteren Körper fließt.
Sie wurde 1783 von Lavoisier eingeführt, aufbauend auf Arbeiten von Joseph Black, obwohl Daniel Bernoulli die kinetische Gastheorie bereits 1738 vorgeschlagen hatte, und hielt sich bis weit ins 19. Jahrhundert hinein. Lavoisier, der die Massenerhaltung bei chemischen Reaktionen entdeckt und mit der Phlogiston-Theorie aufgeräumt hatte, behandelte die Wärme wie ein weiteres Element: nicht erzeugbar und nicht zerstörbar, bleibt ihre Menge auf der Welt immer gleich.
Ähnlich wie Elemente sich in unterschiedlichen Verhältnissen miteinander verbinden, sollte auch die gleiche Menge kalorische Substanz bei unterschiedlichen Körpern unterschiedliche Temperaturen bewirken. Die Lockerung der Moleküle durch Ansammlung der kalorischen Substanz bewirkt nach der Theorie den Übergang fest-flüssig und flüssig-gasförmig. Auch die unterschiedliche Wärmekapazität von Gasen bei konstantem Volumen bzw. adiabatischer Ausdehnung ist im Rahmen dieser Theorie behandelt worden, ebenso wie die Gewinnung von Arbeit aus Wärme durch Carnot.
Die Theorie kann durch ein einfaches Experiment widerlegt werden: reibt man zwei Körper aneinander, werden diese an der Kontaktstelle wärmer. Da dabei die Umgebung nicht kälter wird, fließt offenbar keine kalorische Flüssigkeit von außen zu den Körpern hin. Da weiterhin der Reibungsvorgang beliebig lange aufrechterhalten werden kann und dabei immer mehr Wärme erzeugt wird, kann die Flüssigkeit auch nicht aus „geheimen Vorräten“ der Körper selbst stammen, da diese irgendwann erschöpft wären. Benjamin Thompson (Graf Rumford) war der erste, der auf diese Anomalie, die dieser Vorgang für die Kalorische Theorie darstellte, aufmerksam wurde.
Jedoch enthielt der Satz von der Erhaltung der kalorischen Substanz einen wahren Kern. Er wandelte sich durch Rudolf Clausius in den ersten Hauptsatz der Thermodynamik, nach dem die Summe aus Wärme und mechanischer Energie konstant bleibt.